# KEN'ICHI
KEN'ICHI（ケンイチ 5月21日）は、愛媛県出身のミュージシャン、ドラマー。血液型はB型。

## 略歴
- X JAPANに影響を受け、12歳よりドラムを始め、R&Bからハードロック/ヘヴィメタルまで広いジャンルの音楽に触れる。
- 2007年10月、SEX MACHINEGUNSが行ったメンバーオーディションに一般応募で参加。パワーとスピードを高い次元で両立し、且つ正確な演奏技術が高く評価され、約200人の応募の中から抜擢されて2007年10月26日に正式メンバーとして加入し、当時のEMI MUSIC JAPAN(現ユニバーサルミュージック)よりデビュー。
- 2012年4月、SEX MACHINEGUNSの脱退を発表。5月21日のツアーファイナルがラストステージとなった。
- 2012年7月、Supe（2010年に活動休止）というバンドのボーカリストであるKihiroと、インダストリアル/メタルバンドLOKAを結成。  日本国内はもちろん、JAPAN EXPOなどの海外イベントをはじめとしヨーロッパ11ヶ国・イギリス・アイルランド・台湾・インドネシア・ベトナム・アメリカ・中南米にてツアーや音楽フェスティバルへの出演など、国内外を問わない活動を展開。
- 2018年11月17日、LOKAを脱退。[1]
- 2018年3月より、杉浦タカオ率いるエンターテイメント製作チーム SEPTの舞台公演に出演。これまでに3作品30公演に参加している。
- 2019年8月29日、SEX MACHINEGUNSのライブにサポートとして参加予定。[2]

## ディスコグラフィー
- 2008年 　SEX MACHINEGUNS 『BEST TRACKS the past and the future』
- 2008年 　SEX MACHINEGUNS 『ガーゴイズム　ガーゴイル トリビュートアルバム』
- 2008年 　SEX MACHINEGUNS 『キャメロン』
- 2009年 　SEX MACHINEGUNS 『プライド』
- 2009年 　SEX MACHINEGUNS 『45 °』
- 2010年 　高見沢俊彦 『Fantasia』
- 2010年　 SEX MACHINEGUNS 『Tribute to 聖飢魔II -悪魔との契約書-』
- 2011年　 SEX MACHINEGUNS 『37564』
- 2011年 　SEX MACHINEGUNS 『SMG』
- 2012年 　SEX MACHINEGUNS 『雨の川崎』
- 2012年　 INZARGI　『Visualist〜Precious Hits of V-Rock Cover Song〜』
- 2012年 　LOKA 『Make it Through』
- 2012年 　LOKA 『 ‘‘ 01" -zero one-』
- 2012年 　LOKA 『EnFLAME』
- 2012年 　SPEED VIOLATION 『SPEED VIOLATION』
- 2013年　 COLORS　TVアニメ イナズマイレブンGO ギャラクシー EDテーマ曲『ファッション☆宇宙戦士』
- 2014年 　FRUITPOCHETTE 『炸裂ーBurning-』
- 2014年 　FRUITPOCHETTE 『月光—Destruction-』
- 2014年　 COLORS　TVアニメ イナズマイレブンGO ギャラクシー EDテーマ曲『嵐•竜巻•ハリケーン/恋の祭典にようこそ』
- 2014年　 METAL CLONE X　『LOUDER THAN YOUR MOTHER』
- 2014年　 石川さゆり　『X-Cross Ⅱ-』
- 2014年 　LOKA 『QUATTR0』
- 2015年　 LOKA　黒夢リスペクト・アルバム『Revision Underwear』
- 2015年　 DIAWOLF　『REBELLION』
- 2015年　 DIAWOLF　『Turbulence』
- 2015年　 シンガンクリムゾンズ　TVアニメ「SHOW BY ROCK!!」挿入歌『Falling Roses/Crimson quarte-深紅き四重奏-』
- 2016年 　LOKA 『EVO:ERA』
- 2017年　 Acid Black Cherry　『Acid BLOOD Cherry』
- 2018年　 マーティ・フリードマン feat. Jean-Ken Jhonny,KenKen　Netflixオリジナルアニメ「B: The Beginning」主題歌『The Perfect World』
- 2021年　 FRUITPOCHETTE　『孤高-Captivate-』
- 2022年　 あんさんぶるスターズ！！ Valkyrie　『Acanthe』
- 2022年　 FRUITPOCHETTE　『儚世-Exist-』

## 出演

### MV(Music Video

#### □SEX MACHINEGUNS
- 2008年　MV 『仕事人』 - SEX MACHINEGUNS
- 2008年　MV 『人妻キラー』 - SEX MACHINEGUNS
- 2009年　MV 『ANACONDA』 - SEX MACHINEGUNS
- 2009年　MV 『プライド』 - SEX MACHINEGUNS
- 2011年　MV 『37564』 - SEX MACHINEGUNS
- 2012年　MV 『雨の川崎』 - SEX MACHINEGUNS

#### □LOKA
- 2012年　MV 『Everybody Rock' N Roll』 - LOKA
- 2012年　MV 『NAKED TO MY SOUL』 - LOKA
- 2012年　MV 『SLICK』 - LOKA
- 2014年　MV 『REATHE ME OUT THE SHADOW』 - LOKA
- 2014年　MV 『FROM YESTERDAY』 - LOKA
- 2014年　MV 『TSUBASA TRRIGER』 - LOKA
- 2014年　MV 『EDEN』 - LOKA
- 2016年　MV 『PERFECT ENEMY』 - LOKA

#### □宮野真守
- 2013年　MV 『カノン』 -  宮野真守
- 2014年　MV 『BREAK IT!』 -  宮野真守
- 2016年　MV 『SHOUT!』 -  宮野真守
- 2016年　MV 『The Birth』 -  宮野真守
- 2018年   MV 『EXCITING!』 -  宮野真守

#### □FRUITPOCHETTE
- 2015年　MV 『蒼天—Paradox-』 -  FRUITPOCHETTE
- 2015年   MV 『偉人—CleverDick-』 -  FRUITPOCHETTE
- 2019年   MV 『月兎—Disappear-』 -  FRUITPOCHETTE

#### □DIAWOLF
- 2015年   MV 『Turbulence』 -  DIAWOLF

#### □SHIN
- 2018年   MV 『on my way with innocent to「U」』 -  SHIN

### 舞台
- 2018年  舞台『SANZ II 』 - エリヤエッジ役
- 2018年  舞台『オバケストラ』 - 虎徹役
- 2018年  舞台『MIRRORION』 - ヒュ ーズ役
- 2019年  舞台『DYNAMIC CHORD the STAGE｣』 - 諏宮篠宗（ドラム担当） 役
- 2019年  舞台『血界戦線』 - ドラム演奏
- 2020年  舞台『血界戦線 Beat Goes On』 - ドラム演奏
- 2021年  舞台『血界戦線 Blitz Along Alone』 - ドラム演奏

### ライブサポー ト
- 2012年～2015年　 - 　Takamiy（高見沢俊彦）
- 2013年～現在 　- 　FRUITPOCHETTE
- 2015年～現在　 - 　DIAWOLF
- 2016年　 - 　ASH DA HERO
- 2018年～現在　 - 　underbeasty
- 2018年～現在　 - 　SHIN
- 2018年　 - 　ふくい舞
- 2019年　 - 　Marty Friedman
- 2019年～現在　 - 　YOHIO
- 2020年　 - 　SEX MACHINEGUNS